# Димитрій (Туптало)
Димитрій, митрополит Ростовський (у миру Данило Савич Туптало; грудень 1651, Макарів, Київщина, Гетьманщина — 28 жовтня 1709, Ростов, Московське царство) — український церковний діяч, учений, письменник і проповідник, богослов, агіограф, якого вшановують Православна церква України, УПЦ МП та Російська православна церква, митрополит Ростовський й Ярославський.

## Історія служіння

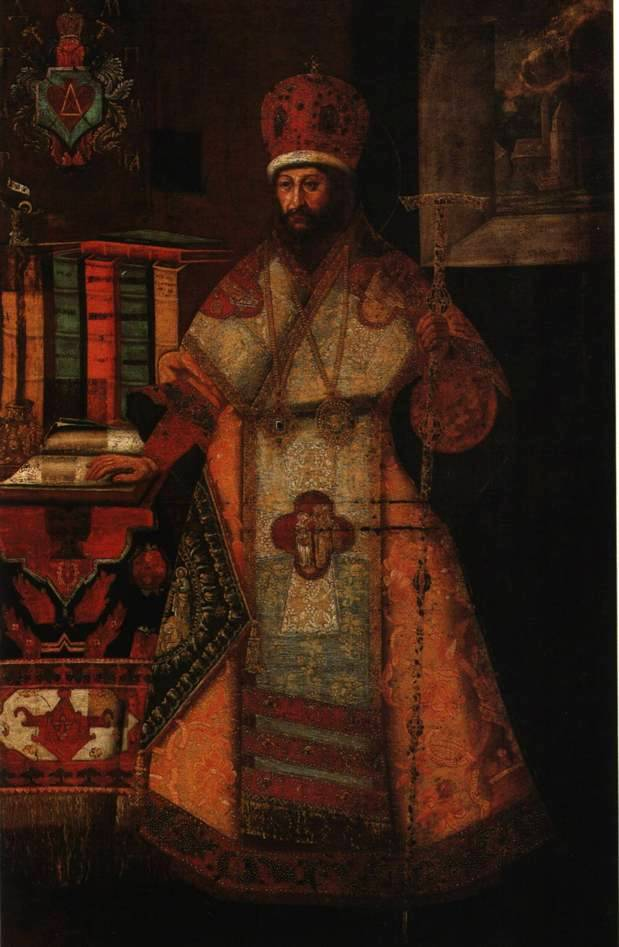
Прижиттєвий портрет митрополита Димитрія (з фондів НХМУ)

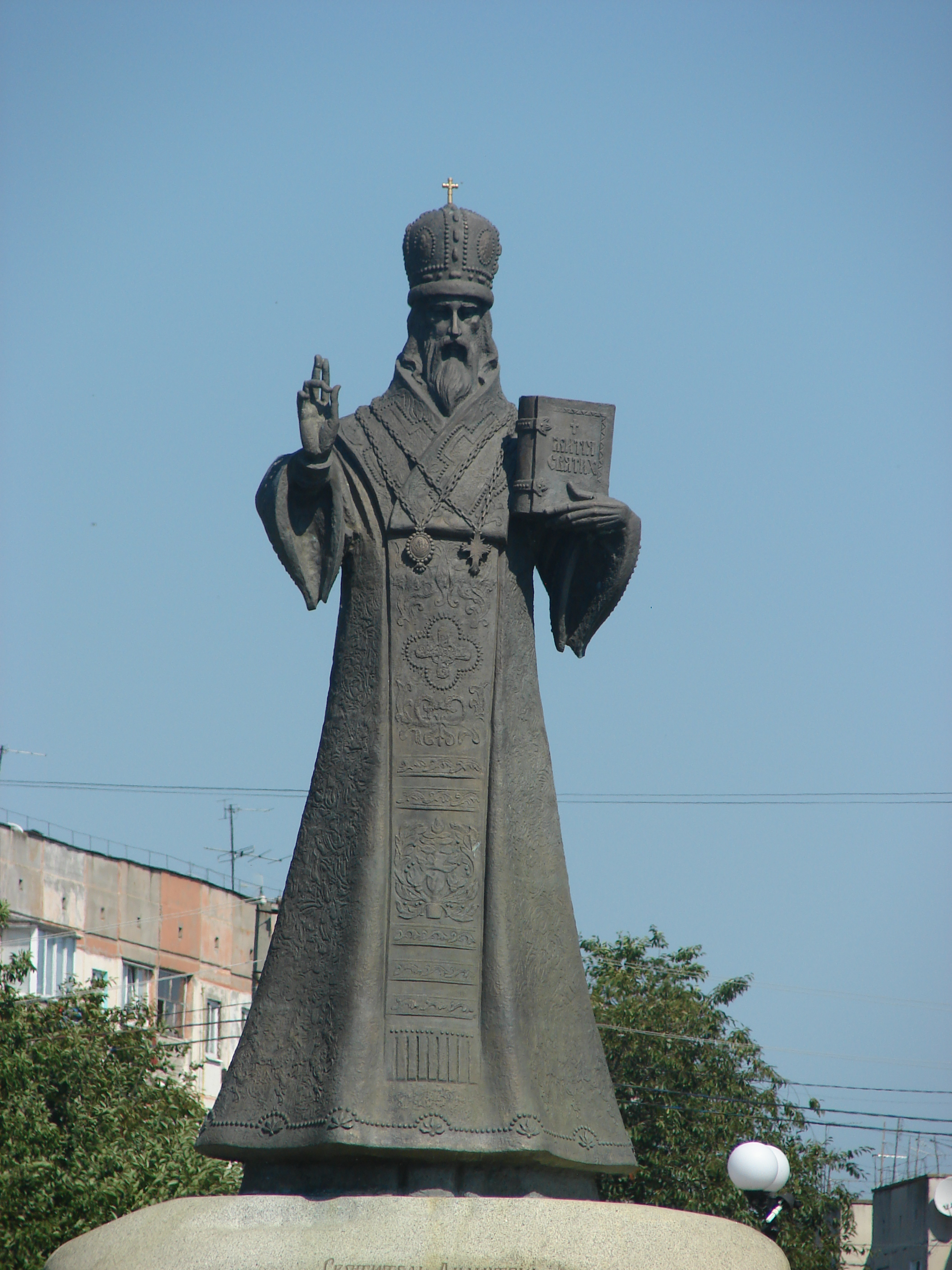
Пам'ятник Данилові Тупталу в Макарові, Київщина

Народився в родині сотника Київського полку Сави Туптала.
Навчався у Києво-Могилянській академії (тоді колеґіум) (1662–1665).
Після постригу 9 липня 1668 жив у Київському Кирилівському монастирі.
З 1675 по 1700 — ігумен і проповідник різних українських монастирях (Густинський, Чернігівський, Батуринський, Києво-Печерській Лаврі) і недовгий час у Вільні та Слуцьку, жив у єпископа Теодосія Василевича).
У 1677 році, будучи кафедральним проповідником при Лазарі Барановичу в Чернігові, написав за велінням останнього «Руно орошенное» (1680), першу його книгу, що дійшла до нас.
З 1679 року — імовірно, придворний проповідник гетьмана Івана Самойловича у Батурині.
У 1680 році обраний ігуменом Київського монастиря Св. Кирила, проте залишається у Батурині.
У 1681 стає ігуменом Максаківського Спасо-Преображенського, а через півроку — Батуринського Крупицького Миколаївського монастиря.
У 1684 році за запрошенням Варлаама Ясинського приїздить до Києва і стає проповідником у Києво-Печерській лаврі. Тут прийняв на себе послух — складання знаменитих Четьї Мінеї (Житіє Святих) , що прославили його ім'я. Над Четіями Мінеями працював понад 20 років і закінчив їх лише в Ростові в 1705.
У 1701 році Петро I призначив його митрополитом Тобольську.
Над початку 1700-х ним було побудовано першу каплицю над могилою гетьмана Петра Дорошенка в селі Ярополець (нині Московська область, каплиця не збереглася). 56°07′48″ пн. ш. 35°49′19″ сх. д. / 56.129947° пн. ш. 35.821996° сх. д. Він же започаткував традицію панахид над могилою Дорошенка.
У 1702 році з уваги на слабке здоров'я призначається митрополитом Ростовським та Ярославльським, де розвив широку адміністративну діяльність. Найголовнішим його починанням було відкриття в 1702 році школи для священнослужителів. Туди приймалися не тільки діти священиків, а й особи інших станів, усього за час існування школи в ній навчалося 200 осіб. Школа була загальноосвітньою, а не спеціальною. У школі викладалися граматика, латинська та давньогрецька мови, нотний спів, віршування, риторика. Навчання було побудовано за тогочасними українськими принципами. Ростовська школа проіснувала до 1705 року.
У 1757 році канонізований. У Ростовському кремлі знаходиться портрет митрополита пензля Володимира Боровиковського, написаний у 1790 році для Ростовського Спасо-Яковлівського монастиря, він списаний, певно, з одного прижиттєвих зображень Д. Р., що не збереглися.

## Богословська творчість
«Руно орошенное» (1680), перший з його творів, що дійшли до нас, був збірником оповідей про чудеса чудотворного образу Богоматері в Чернігівському Троїцько-Іллінському монастирі (7 видань до 1702).
У 1684 році в Києво-Печерській лаврі почав трудитися над Четіями Мінеями, які закінчив їх лише в Ростові в 1705 році. Використовуючи у своїй роботі як руські джерела (у тому числі і Великі Мінеї Четьї), так і латинські, грецькі, польські, автор не просто збирав їх воєдино і займався добором, багато з житій, складених Т. Д., можуть вважатися ориґінальними агіографічними творами. Видання Міней затяглося на багато років: у 1689 році у Києво-Печерській Лаврі надрукована перша частина (вересень-листопад), а робота над четвертою — останньою — частиною тривала до 9 лютого 1705 року.
У зв'язку з приїздом до Московії змінюється погляд Т. Д. на завдання і цілі його праці: за спостереженнями дослідників, він вже в Москві, а потім і в Ростові приділяє усе більше уваги пам'ятникам московської агіографії, крім великоросійських житій Т. Д. включає в Мінеї деякі повісті і розповіді місцевого — ростовського — походження (наприклад, Житіє Димитрія царевича). Друге видання Міней вийшло в 1711–1716 (було надруковано у трьох частинах). Пізніше праця Т. Д. перевидавалася ще кілька разів.
Ще в Україні став відомим проповідником. Його проповіді, написані в стилі бароко, знаходяться в одному ряді з творами найвідоміших у XVII ст. проповідників Йоаникія Галятовского, Антонія Радивіловського та ін.
Для учнів школи для священнослужителів Т. Д. у перший же рік перебування в Ростові написав «Рождественську драму», поставлену 24 грудня 1704 року, драма і дотепер йде на сучасній сцені. Інша п'єса Т. Д. — до свята Успіння Богородиці — «Успенська драма» написана, на думку дослідників, в Україні наприкінці XVII ст. для виконання ченцями і переписувачами в монастирі Д. Р., імовірно, написав і інші п'єси, але тексти до нас не дійшли. Інтерес Т. Д. до театру був викликаний і чисто практичні цілями: прищеплюючи смак і інтерес до спектаклів, митрополит здійснював морально-виховну програму.
Серед богословських творів «Зерцало православного исповедания» (вид. 1805), «Діаріуш, каталог кіевских митрополитов». Мова богословських праць — церковнослов'янська з українізмами, проповідей — близька до народної.
Важливе місце в літературній спадщині Т. Д. займає «Келійний літописець» — праця, заснована на докладному вивченні Біблії, праць отців Церкви, творів європейських хроністів і новітніх церковних письменників. Спочатку Т. Д. мав тільки список Хроніки Псевдо-Дорофея Монемвасійського і Літописець Еллінський і Римський; матеріалу, що міститься в цих джерелах, було йому недостатньо, тому митрополит за допомогою купця Ісакія Ванденбурґа через Архангельськ виписував іноземні книги, звертався по допомогу до свого друга солепромисловця Г.Д. Строганова. Окремі місця «Літописця» Т. Д. майже дослівно збігаються з проповідями митрополита. Як відзначають дослідники, Т. Д. обережно натякає і на діяльність Петра І, піддаючи критиці «сущих на владетельствах», які «вельми согрѣшают и безгрѣшных осужают вмѣсто грѣшных», в той час коли царю мають бути властиві «милость, кротость и незлобие». Перше видання «Келійного літописця» здійснене у 1784 році.
Робота над «Літописцем» була перервана через необхідність писати нову працю — знаменитий твір про розкол «Розыск о раскольнической брынской вѣрѣ». Створюючи «Розыск», Т. Д. думав, що «надлежит простыми словесы увещание простерти ко уклонящимся в раскольные заблуждения». Твір був закінчений у березні 1709 (1-е вид., 1745). Трактат складається з 3 частин, у яких автор намагається пояснити походження розколу і різко виступає проти його адептів. Розкол він розглядає, головним чином, як плід неуцтва.
За заповітом митрополита чернетки, що залишилися після нього, були покладені в труну при похованні, а при розкритті гробниці вони виявилися зотлілими, тому автографів Т. Д. залишилося небагато — це особисті листи, підписи до офіційних документів, деякі чорнові матеріали, виправлення тих чи тих рукописних чи друкованих творів.
У Т. Д. була досить велика, хоча і типова, бібліотека церковного письменника, що тяжів до історичної тематики. За деякими даними, вона нараховувала 288 книг, з них значна кількість іноземними мовами.
Рукописи Т. Д. мали широке поширення не тільки в Російській імперії, але також у Болгарії, Сербії, почасти в Румунії.
Т. Д. — типовий представник барокової доби. Його філософські погляди поєднали в собі елементи середньовічної патристики, схоластики і новітньої філософії (Ренесансу, Реформації, раннього просвітництва). Сфера філософських інтересів Т. Д. — етична та антропологічна проблематика з переважною увагою до розв'язання завдань практичної етики. У своєму вченні про людину Т. виходить із традиційної для укр. думки концепції двонатурності людини — її поділу на внутрішню і зовнішню. Можливість подолання цієї подвійності мислитель пов'язує з самопізнанням, з проникненням людини у свою, закладену в неї Богом, сутність, що у свою чергу передбачає процес єднання людини з Богом — переображення, обожнення. Останнє Т. Д. розуміє не в гностичному, а в етичному сенсі, тобто через активну суспільну діяльність, що усвідомлюється як наслідування Христу в земному житті. В системі моральних цінностей виокремлює любов, яку розуміє як принцип діяльності, що визначає ставлення людини до Бога та інших людей і уможливлює спасіння діючого суб'єкта. Християнську етику розглядав як підґрунтя суспільної моралі; церкву вважав формою містичного єднання людей і суспільною інституцією, покликаною через священиків здійснювати моральний суд і забезпечувати належний освітній рівень суспільства. Запропонував просвітницьку концепцію державного управління, згідно з якою державою управляє освічений монарх, що керується принципами християнської моралі.
Твори митрополита Т. Д. добре були відомі кільком поколінням письменників Росії і в епоху Просвітництва, і в «золотий» для літератури вік: О. С. Пушкіну, М. В. Гоголю, Т. Г. Шевченку, О. І. Герцену, Л. М. Толстому, М. С. Лєскову та ін.; мали вплив на творчість Квітки-Основ'яненка; багато хто з них мав книги Т. Д. у своїх бібліотеках, виховувалися на них, а пізніше використовували перероблені ним джерела і сюжети у своїх художніх творах.
У Житіях Святих («Четьї-Мінеї») зібрав і опрацював велику кількість історичних оповідань агіографічного (житійного) жанру. Повна назва «Житія» —"В той-таки день. Успіння святого рівноапостольного великого князя київського Володимира, названого у святім хрещенні Василем, всієї Русії самодержця і просвітителя. Ся історія «Житія» його зібрана із літописця Руського преподобного Нестора Печорського у скороченні і від інших книг руських і тощо".

## Вшанування пам'яті
- 21 вересня — Набуття мощей[3].[4]
- 10 листопада[3][4]
- 5 червня — Собор Ростово-Ярославських святих (РПЦ)[4]
- 23 червня — Собор Сибірських святих (РПЦ)[4]

## Цікаві факти

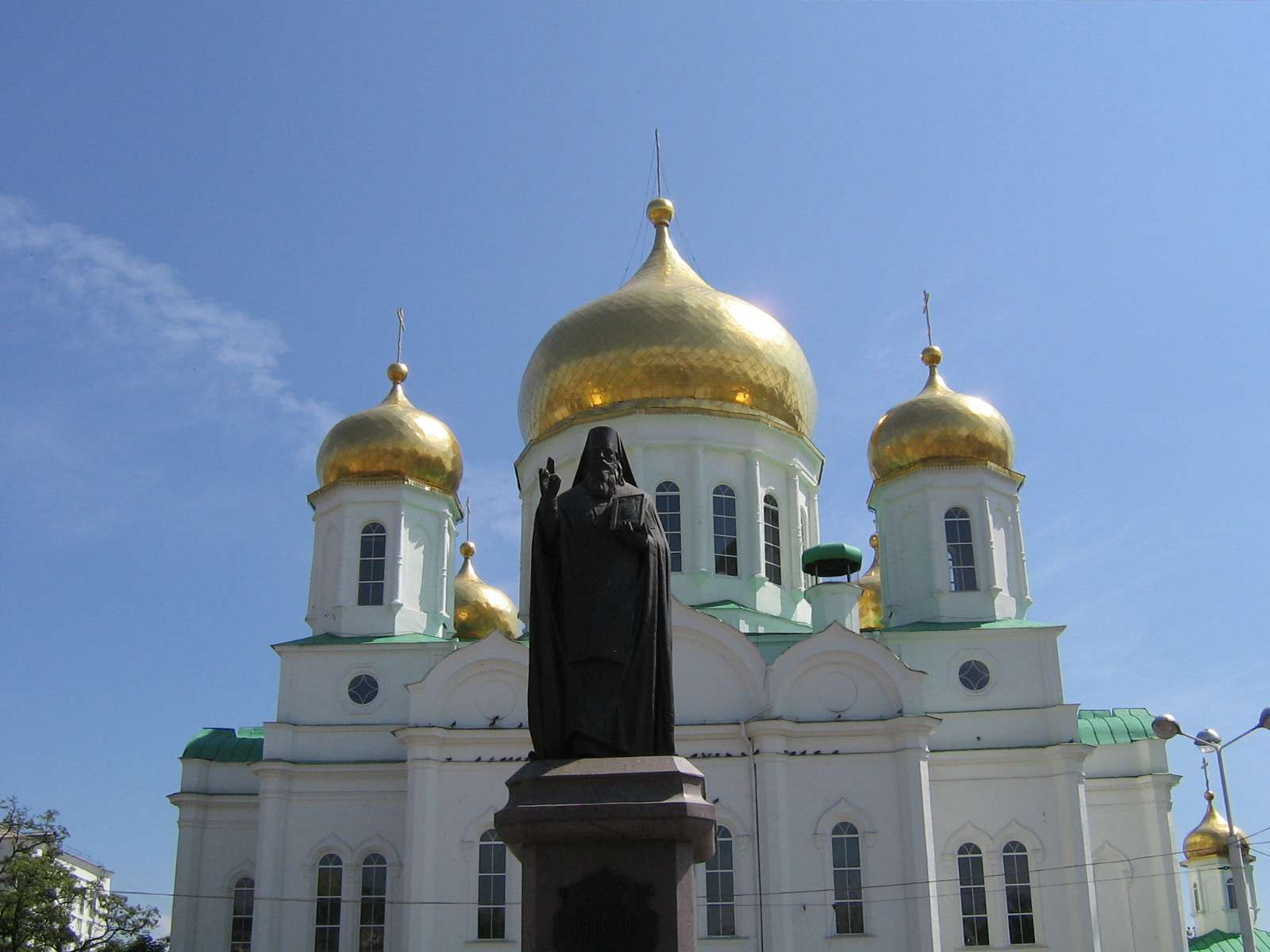
Пам'ятник Данилу Тупталу в Ростові-на-Дону

- Димитрій Ростовський був єдиною особою, якого канонізувала Російська православна церква впродовж всього XVIII століття[5].
- На честь Димитрія Ростовського назване сучасне місто Ростов-на-Дону (спочатку фортеця Святого Димитрія Ростовського).
- У Києві ім'я Димитрія Ростовського непрямо увічнено в назвах Дмитрівської вулиці на Куренівці, де раніше також існували Дмитрівський провулок і Дмитрівський струмок, і Макарівської вулиці на Лук'янівці. Усі об'єкти розташовані поблизу Кирилівського монастиря, найвідомішим ченцем (у 1668—1675) і настоятелем (1680—1681) якого був Данило Туптало, уродженець містечка Макарів.
- Дитячі роки Дмитра описані в книзі «Андрусяк Іван про Дмитра Туптала (святого Димитрія Ростовського), Григорія Квітку-Основ'яненка, Тараса Шевченка, Ніла Хасевича, Олексу Довбуша»[6].
- 11 грудня 2007 року в Макарові урочисто відкрито Пам'ятник Данилові Тупталу[7], а у 2023 році центральній вулиці Макарова було присвоєно назву Димитрія Ростовського[8].

## Твори
- Руно орошєнное… (1683)
- Житія святих[ru] (1689—1705)
- Зерцало православного исповедания (1705)
- Щоденник (1774)
- Келійний літописець (1784)

### Видання
- "Чуда Пресвятої і Преблагословенної Діви Марії", Новгород-Сіверський, 7.IV 1677
- Руно орошєнное… — Чернігів, 1683 - Вид. 1-ше
- Руно орошєнное… — Чернігів, 1689 - Вид. 2-ге
- Руно орошєнное… — Чернігів, 1691 - Вид. 3-те
- Руно орошєнное… — Чернігів, 1696 - Вид. 4-те
- Руно орошєнное… — Чернігів, 1697 - Вид. 5-те
- Руно орошєнное… — Чернігів, 1702 - Вид. 6-те
- Книга житія святых… На три мѣсяцы первыя: септемврій, октоврій и ноемврій, — К., 1689
- Книга житія святых… На три мѣсяцы вторыя: декемврій, іануарій і февруарій. — К., 1695
- Книга житія святых… На три мѣсяцы третій: март, апріль, маій. — К., 1700
- Апологія в утоленіе печали человѣка сущаго в бѣдѣ, гоненій и озлобленій, вкратцѣ сложенная по совѣту святаго апостола Павла глаголющаго: утѣшайте друг друга и созидайте каждого ближняго… — Чернігів, 1700
- Книга житія святых… На три мѣсяцы четвертая: июнь, іюль, август. — К., 1705
- Апологія в утоленіе печали человѣка сущаго в бѣдѣ, гоненій и озлобленій, вкратцѣ сложенная по совѣту святаго апостола Павла глаголющаго: утѣшайте друг друга и созидайте каждого ближняго… — Чернігів, 1716
- Рассуждение о образе Божий и подобий в человеце. — М., 1714
- Розыск о расколнической брынской вѣрѣ, о ученій их, о дѣлах их, и изъявленіе, яко вѣра их неправа, ученіе их душевредно и дѣла их небогоугодна. — М., 1745
- Дневные записки святого чудотворна Димитрия митрополита Ростовского… — М., 1781
- Летопись иже во святых отца нашего Димитрия, митрополита Ростовского, новоявленного чудотворца, сказующая вкратце деяния от начала миробытия до рождества Христова, собранная из божественных писаний, из различных хронографов русских, польских, еврейских и иных, c присовокуплением келейной летописи сего же святого чудотворца. — М., 1784
- Зерцало православного исповедания… — СПб., 1805

### Перевидання
- Сочинения святителя Димитрия, митрополита Ростовского. — К., 1869—1872. — Т. 1-5
- Димитрий Ростовский. Успенская драма (Комедия на Успение Богородицы) // Русская драматургия последней четверти XVII в. и начала XVIII в. — М., 1972.— С. 172—220
- Дмитрий Ростовский. Рождественская драма (Комедия на Рождество Христово) // Там же. — С. 220—274
- Хрестоматія давньої української літератури / Упор. О.Білецький. — К., 1952
- Жития Святых. — Кн. 1-3. — К., 1998; Кн. 4-5, Кн. 6-11. — К, 1999

### Переклади сучасною українською мовою[9]
- Пам'ятна книга Дмитра Туптала [Текст] / В. Соболь. — Варшава: Katedra filologii ukrainskiej Uniwersytetu Warszawskiego, 2004. — 217 с.
- Туптало Дмитро. Житія Святих (Четьї Мінеї). Книга І: Вересень /Пер. з ц.-сл. В.Шевчук. — Львів: Свічадо, 2005. — 464с.
- Туптало Дмитро. Житія Святих (Четьї Мінеї). Том ІІ: Жовтень /Пер. з ц.-сл. В.Шевчук. — Львів: Свічадо, 2006. — 384с.
- Туптало Дмитро. Житія Святих (Четьї Мінеї). Том ІІІ: Листопад /Пер. з ц.-сл. В.Шевчук. — Львів: Свічадо, 2007. — 580с.
- Туптало Дмитро. Житія Святих (Четьї Мінеї). Том IV: Грудень /Пер.із ц.-сл. Д.Сироїд. — Львів: Свічадо, 2007. — 660с.
- Туптало Дмитро. Житія Святих (Четьї Мінеї). Том V: Січень/Пер.із ц.-сл. Д.Сироїд. — Львів: Свічадо, 2008. — 544с.
- Туптало Дмитро. Житія Святих (Четьї Мінеї). Том VI: Лютий /Пер.із ц.-сл. Д.Сироїд. — Львів: Свічадо, 2008. — 312с.
- Туптало Дмитро. Житія Святих (Четьї Мінеї). Том VII: Березень / Пер.із ц.-сл. Д.Сироїд. — Львів: Свічадо, 2009. — 472с.
- Туптало Дмитро. Житія Святих (Четьї Мінеї). Том VIII: Квітень / Пер.із ц.-сл. Д.Сироїд. — Львів: Свічадо, 2009. — 360с
- Туптало Дмитро. Житія Святих (Четьї Мінеї). Том ІХ: Травень / Пер. із ц.-сл. Д.Сироїд. — Львів: Свічадо, 2010. — 496 с.
- Туптало Дмитро. Житія Святих (Четьї Мінеї) у 12 томах. Том Х: Червень / Пер. із ц.-сл. Д.Сироїд. — Львів: Свічадо, 2011. — 568 с.
- Туптало Дмитро. Житія Святих (Четьї Мінеї) у 12 томах. Том ХІ: Липень / Пер. із ц.-сл. Д.Сироїд. — Львів: Свічадо, 2013. — 560 с. ISBN 978-966-395-650-3